# ムバダラ・シティDCオープン
ムバダラ・シティDCオープン（Mubadala Citi DC Open）は、毎年8月にワシントンD.C.のロック・クリーク・パーク・テニス・センターで開催されるテニストーナメントである。

## 概要
サーフェスは屋外ハードコート。全米オープンシリーズの一つとして開催されている。
2012年大会はロンドンオリンピックと同じ週に開催された。
1994年から2011年まではレッグ・メイソン・テニス・クラシック（Legg Mason Tennis Classic）という大会名だった。現在、シティがタイトルスポンサーを務めている。

## 歴代優勝者

### 男子シングルス
| 年               | 優勝者                           | 準優勝者                             | 決勝結果                |
| ---------------- | -------------------------------- | ------------------------------------ | ----------------------- |
| 2025             | アレックス・デミノー             | アレハンドロ・ダビドビッチ・フォキナ | 5-7, 6-1, 7-6(7-3)      |
| 2024             | セバスチャン・コルダ             | フラビオ・コボッリ                   | 4-6, 6-2, 6-0           |
| 2023             | ダニエル・エバンス               | タロン・フリークスポール             | 7-5, 6-3                |
| 2022             | ニック・キリオス                 | 西岡良仁                             | 6-4, 6-3                |
| 2021             | ヤニック・シナー                 | マッケンジー・マクドナルド           | 7-5, 4-6, 7-5           |
| 2020             | 開催中止                         | 開催中止                             | 開催中止                |
| 2019             | ニック・キリオス                 | ダニール・メドベージェフ             | 7-6(8-6), 7-6(7-4)      |
| 2018             | アレクサンダー・ズベレフ         | アレックス・デミノー                 | 6-2, 6-4                |
| 2017             | アレクサンダー・ズベレフ         | ケビン・アンダーソン                 | 6-4, 6-4                |
| 2016             | ガエル・モンフィス               | イボ・カロビッチ                     | 5-7, 7-6(8-6), 6-4      |
| 2015             | 錦織圭                           | ジョン・イスナー                     | 4-6, 6-4, 6-4           |
| 2014             | ミロシュ・ラオニッチ             | バセク・ポシュピシル                 | 6-1, 6-4                |
| 2013             | フアン・マルティン・デル・ポトロ | ジョン・イスナー                     | 3-6, 6-1, 6-2           |
| 2012             | アレクサンドル・ドルゴポロフ     | トミー・ハース                       | 6-7(7-9), 6-4, 6-1      |
| 2011             | ラデク・ステパネク               | ガエル・モンフィス                   | 6-4, 6-4                |
| 2010             | ダビド・ナルバンディアン         | マルコス・バグダティス               | 6-2, 7-6(7-4)           |
| 2009             | フアン・マルティン・デル・ポトロ | アンディ・ロディック                 | 3-6, 7-5, 7-6(8-6)      |
| ↑ ATPツアー500 ↑ |                                  |                                      |                         |
| 2008             | フアン・マルティン・デル・ポトロ | ビクトル・トロイツキ                 | 6-3, 6-3                |
| 2007             | アンディ・ロディック             | ジョン・イスナー                     | 6-4, 7-6(7-4)           |
| 2006             | アルノー・クレマン               | アンディ・マリー                     | 7-6(7-3), 6-2           |
| 2005             | アンディ・ロディック             | ジェームズ・ブレーク                 | 7-5, 6-3                |
| 2004             | レイトン・ヒューイット           | ジレ・ミュラー                       | 6-3, 6-4                |
| 2003             | ティム・ヘンマン                 | フェルナンド・ゴンサレス             | 6-3, 6-4                |
| ↑ ATPツアー250 ↑ |                                  |                                      |                         |
| 2002             | ジェームズ・ブレーク             | パラドーン・スリチャパン             | 1-6, 7-6(7-5), 6-4      |
| 2001             | アンディ・ロディック             | チャン・シャルケン                   | 6-2, 6-3                |
| 2000             | アレックス・コレチャ             | アンドレ・アガシ                     | 6-2, 6-3                |
| 1999             | アンドレ・アガシ                 | エフゲニー・カフェルニコフ           | 7-6(7-3), 6-1           |
| 1998             | アンドレ・アガシ                 | スコット・ドレーパー                 | 6-2, 6-0                |
| 1997             | マイケル・チャン                 | ペトル・コルダ                       | 5-7, 6-2, 6-1           |
| 1996             | マイケル・チャン                 | ウェイン・フェレイラ                 | 6-2, 6-4                |
| 1995             | アンドレ・アガシ                 | ステファン・エドベリ                 | 6-4, 2-6, 7-5           |
| 1994             | ステファン・エドベリ             | ジェイソン・ストルテンバーグ         | 6-4, 6-2                |
| 1993             | アモス・マンスドルフ             | トッド・マーティン                   | 7-6(7-3), 7-5           |
| 1992             | ペトル・コルダ                   | ヘンリク・ホルム                     | 6-4, 6-4                |
| 1991             | アンドレ・アガシ                 | ペトル・コルダ                       | 6-3, 6-4                |
| 1990             | アンドレ・アガシ                 | ジム・グラブ                         | 6-1, 6-4                |
| ↑ ATPツアー500 ↑ |                                  |                                      |                         |
| 1989             | ティム・メイヨット               | ブラッド・ギルバート                 | 3-6, 6-4, 7-5           |
| 1988             | ジミー・コナーズ                 | アンドレス・ゴメス                   | 6-1, 6-4                |
| 1987             | イワン・レンドル                 | ブラッド・ギルバート                 | 6-1, 6-0                |
| 1986             | カレル・ノバチェク               | ティエリ・テューレーン               | 6-1, 7-6                |
| 1985             | ヤニック・ノア                   | マルティン・ハイテ                   | 6-4, 6-3                |
| 1984             | アンドレス・ゴメス               | アーロン・クリックステイン           | 6-2, 6-2                |
| 1983             | ホセ・ルイス・クラーク           | ジミー・アリアス                     | 6-3, 3-6, 6-0           |
| 1982             | イワン・レンドル                 | ジミー・アリアス                     | 6-3, 6-3                |
| 1981             | ホセ・ルイス・クラーク           | ギリェルモ・ビラス                   | 7-5, 6-2                |
| 1980             | ブライアン・ゴットフリート       | ホセ・ルイス・クラーク               | 7-5, 4-6, 6-4           |
| 1979             | ギリェルモ・ビラス               | ビクトル・ペッチ                     | 7-6, 7-6                |
| 1978             | ジミー・コナーズ                 | エディ・ディッブス                   | 7-5, 7-5                |
| 1977             | ギリェルモ・ビラス               | ブライアン・ゴットフリート           | 6-4, 7-5                |
| 1976             | ジミー・コナーズ                 | ラウル・ラミレス                     | 6-2, 6-4                |
| 1975             | ギリェルモ・ビラス               | ハロルド・ソロモン                   | 6-1, 6-3                |
| 1974             | ハロルド・ソロモン               | ギリェルモ・ビラス                   | 1-6, 6-3, 6-4           |
| 1973             | アーサー・アッシュ               | トム・オッカー                       | 6-4, 6-2                |
| 1972             | トニー・ローチ                   | マーティー・リーセン                 | 3-6, 7-6, 6-4           |
| 1971             | ケン・ローズウォール             | マーティー・リーセン                 | 6-2, 7-5, 6-1           |
| 1970             | クリフ・リッチー                 | アーサー・アッシュ                   | 7-5, 6-1, 6-2           |
| 1969             | トマス・コッホ                   | アーサー・アッシュ                   | 7-5, 9-7, 4-6, 2-6, 6-4 |

### 男子ダブルス
| 年               | 優勝者                                            | 準優勝者                                              | 決勝結果                   |
| ---------------- | ------------------------------------------------- | ----------------------------------------------------- | -------------------------- |
| 2019             | レイベン・クラーセン マイケル・ヴィーナス         | ジャン＝ジュリアン・ロジェ ホリア・テカウ             | 3-6, 6-3, [10-2]           |
| 2018             | ジェイミー・マリー ブルーノ・ソアレス             | マイク・ブライアン エドゥアール・ロジェ＝バセラン     | 3-6, 6-3, [10-4]           |
| 2017             | ヘンリ・コンティネン ジョン・ピアース             | ルカシュ・クボット マルセロ・メロ                     | 7-6(7-5), 6-4              |
| 2016             | ダニエル・ネスター エドゥアール・ロジェ＝バセラン | ルカシュ・クボット アレクサンダー・ペヤ               | 7-6(7-3), 7-6(7-4)         |
| 2015             | ボブ・ブライアン マイク・ブライアン               | イワン・ドディグ マルセロ・メロ                       | 6-4, 6-2                   |
| 2014             | ジャン＝ジュリアン・ロイヤー ホリア・テカウ       | サム・グロス リーンダー・パエス                       | 7-5, 6-4                   |
| 2013             | ジュリアン・ベネトー ネナド・ジモニッチ           | マーディ・フィッシュ ラデク・ステパネク               | 7-6(7-5), 7-5              |
| 2012             | トレト・ユーイ ドミニク・イングロット             | ケビン・アンダーソン サム・クエリー                   | 7-6(7-5), 6-7(7-9), [10-5] |
| 2011             | ミカエル・ロドラ ネナド・ジモニッチ               | ロベルト・リンドステット ホリア・テカウ               | 6-7(3-7), 7-6(8-6), [10-7] |
| 2010             | マーディ・フィッシュ マーク・ノールズ             | トマーシュ・ベルディハ ラデク・ステパネク             | 4-6, 7-6(9-7), [10-7]      |
| 2009             | マルティン・ダム ロベルト・リンドステット         | マリウシュ・フィルステンベルク マルチン・マトコフスキ | 7-5, 7-6                   |
| ↑ ATPツアー500 ↑ |                                                   |                                                       |                            |
| 2008             | マルク・ジケル ロベルト・リンドステット           | ブルーノ・ソアレス ケビン・ウリエット                 | 7-6, 6-3                   |
| 2007             | ボブ・ブライアン マイク・ブライアン               | ジョナサン・エルリック アンディ・ラム                 | 7-6, 3-6, [10-7]           |
| 2006             | ボブ・ブライアン マイク・ブライアン               | ポール・ハンリー ケビン・ウリエット                   | 6-3, 5-7, [10-3]           |
| 2005             | ボブ・ブライアン マイク・ブライアン               | ウェイン・ブラック ケビン・ウリエット                 | 6-4, 6-2                   |
| 2004             | クリス・ハガード ロビー・コーニッグ               | トラビス・パロット ドミトリー・トゥルスノフ           | 7-6, 6-1                   |
| 2003             | エフゲニー・カフェルニコフ サルギス・サルグシアン | クリス・ハガード ポール・ハンリー                     | 7-5, 4-6, 6-2              |
| ↑ ATPツアー250 ↑ |                                                   |                                                       |                            |
| 2002             | ウェイン・ブラック ケビン・ウリエット             | ボブ・ブライアン マイク・ブライアン                   | 3-6, 6-3, 7-5              |
| 2001             | マルティン・ダム デビッド・プリノジル             | ボブ・ブライアン マイク・ブライアン                   | 7-6, 6-3                   |
| 2000             | アレックス・オブライエン ジャレッド・パーマー     | アンドレ・アガシ サルギス・サルグシアン               | 7-5, 6-1                   |
| 1999             | ジャスティン・ギメルストブ セバスチャン・ラルー   | デビッド・アダムズ ジョン＝ラフニー・デ・ヤーガー     | 7-5, 6-7, 6-3              |
| 1998             | グラント・スタフォード ケビン・ウリエット         | ウェイン・フェレイラ パトリック・ガルブレイス         | 6-2, 6-4                   |
| 1997             | ルーク・ジェンセン マーフィー・ジェンセン         | ネビル・ゴドウィン Fernon Wibier                      | 6-4, 6-4                   |
| 1996             | グラント・コネル スコット・デービス               | ダグ・フラック クリス・ウッドラフ                     | 7-6, 3-6, 6-3              |
| 1995             | オリビエ・ドレートル ジェフ・タランゴ             | ペトル・コルダ シリル・スーク                         | 1-6, 6-3, 6-2              |
| 1994             | グラント・コネル パトリック・ガルブレイス         | ヨナス・ビョルクマン ヤコブ・ラセク                   | 6-4, 4-6, 6-3              |
| 1993             | バイロン・ブラック リック・リーチ                 | グラント・コネル パトリック・ガルブレイス             | 6-4, 7-5                   |
| 1992             | ブレット・ガーネット ジャレッド・パーマー         | ケン・フラック トッド・ウィッツケン                   | 6-2, 6-3                   |
| 1991             | スコット・デービス デビッド・ペイト               | ケン・フラック ロバート・セグソ                       | 6-4, 6-2                   |
| 1990             | グラント・コネル グレン・ミチバタ                 | ホルヘ・ロザノ トッド・ウィッツケン                   | 6-3, 6-7, 6-2              |
| ↑ ATPツアー500 ↑ |                                                   |                                                       |                            |
| 1989             | ニール・ブロード ゲーリー・ミュラー               | ジム・グラブ パトリック・マッケンロー                 | 6-7, 7-6, 6-4              |
| 1988             | リック・リーチ ジム・ピュー                       | ホルヘ・ロザノ トッド・ウィッツケン                   | 6-3, 6-7, 6-2              |
| 1987             | ゲーリー・ドネリー ピーター・フレミング           | ローリー・ウォーダー ブレイン・ウィレンボーグ         | 6-2, 7-6                   |
| 1986             | ハンス・ギルデマイスター アンドレス・ゴメス       | Ricardo Acioly Cesar Kist                             | 6-3, 7-5                   |
| 1985             | ハンス・ギルデマイスター ビクトル・ペッチ         | デイビッド・グラハム バラージュ・タロツィ             | 6-3, 1-6, 6-4              |
| 1984             | パベル・スロジル ファーディ・テイガン             | ドリュー・ギトリン ブレイン・ウィレンボーグ           | 7-6, 6-1                   |
| 1983             | マーク・ディクソン カシオ・モッタ                 | ポール・マクナミー ファーディ・テイガン               | 6-2, 1-6, 6-4              |
| 1982             | ラウル・ラミレス バン・ウィニツキー               | ハンス・ギルデマイスター アンドレス・ゴメス           | 7-5, 7-6                   |
| 1981             | ラウル・ラミレス バン・ウィニツキー               | パベル・スロジル ファーディ・テイガン                 | 5-7, 7-6, 7-6              |
| 1980             | ハンス・ギルデマイスター アンドレス・ゴメス       | ジーン・メイヤー サンディ・メイヤー                   | 6-4, 7-5                   |
| 1979             | マーティー・リーセン シャーウッド・スチュワート   | ブライアン・ゴットフリート ラウル・ラミレス           | 2-6, 6-3, 6-4              |
| 1978             | アーサー・アッシュ ボブ・ヒューイット             | フレッド・マクネアー ラウル・ラミレス                 | 6-3, 6-4                   |
| 1977             | ジョン・アレクサンダー フィル・デント             | フレッド・マクネアー シャーウッド・スチュワート       | 7-5, 7-5                   |
| 1976             | ブライアン・ゴットフリート ラウル・ラミレス       | アーサー・アッシュ ジミー・コナーズ                   | 6-3, 6-3                   |
| 1975             | ボブ・ルッツ スタン・スミス                       | ブライアン・ゴットフリート ラウル・ラミレス           | 7-5, 2-6, 6-1              |
| 1974             | トム・ゴーマン マーティー・リーセン               | パトリシオ・コルネヨ ハイメ・フィヨル                 | 7-5, 6-1                   |
| 1973             | ロス・ケース ジェフ・マスターズ                   | ディック・クリーリー アンドリュー・パティソン         | 2-6, 6-1, 6-4              |
| 1972             | トム・オッカー マーティー・リーセン               | ジョン・ニューカム トニー・ローチ                     | 3-6, 6-3, 6-2              |
| 1971             | トム・オッカー マーティー・リーセン               | ボブ・カーマイケル レイ・ラッフェルズ                 | 7-6, 6-2                   |
| 1970             | ボブ・ヒューイット フルー・マクミラン             | イリ・ナスターゼ イオン・ ティリアック                | 7-5, 6-0                   |
| 1969             | パトリシオ・コルネヨ ハイメ・フィヨル             | ボブ・ルッツ スタン・スミス                           | 4-6, 6-1, 6-4              |

### 女子シングルス
| 年   | 優勝者                     | 準優勝者                         | 決勝結果           |
| ---- | -------------------------- | -------------------------------- | ------------------ |
| 2019 | ジェシカ・ペグラ           | カミラ・ジョルジ                 | 6-2, 6-2           |
| 2018 | スベトラーナ・クズネツォワ | ドナ・ベキッチ                   | 4-6, 7-6(9-7), 6-2 |
| 2017 | エカテリーナ・マカロワ     | ユリア・ゲルゲス                 | 3-6, 7-6(7-2), 6-0 |
| 2016 | ヤニナ・ウィックマイヤー   | ローレン・デービス               | 6-4, 6-2           |
| 2015 | スローン・スティーブンス   | アナスタシア・パブリュチェンコワ | 6-1, 6-2           |
| 2014 | スベトラーナ・クズネツォワ | 奈良くるみ                       | 6-3, 4-6, 6-4      |
| 2013 | マグダレナ・リバリコバ     | アンドレア・ペトコビッチ         | 6-4, 7-6(7-2)      |
| 2012 | マグダレナ・リバリコバ     | アナスタシア・パブリュチェンコワ | 6-1, 6-1           |
| 2011 | ナディア・ペトロワ         | シャハー・ピアー                 | 7-5, 6-2           |

### 女子ダブルス
| 年   | 優勝者                                            | 準優勝者                                        | 決勝結果      |
| ---- | ------------------------------------------------- | ----------------------------------------------- | ------------- |
| 2019 | ケイティ・マクナリー コリ・ガウフ                 | マリア・サンチェス ファニー・ストラー           | 6-3, 6-2      |
| 2018 | 韓馨蘊 ダリヤ・ユラク                             | アレクサ・グアラチ エリン・ルーリフ             | 6-3, 6-2      |
| 2017 | 青山修子 レナタ・ボラコバ                         | ウージニー・ブシャール スローン・スティーブンス | 6-2, 6-3      |
| 2016 | モニカ・ニクレスク ヤニナ・ウィックマイヤー       | 青山修子 尾﨑里紗                               | 6-4, 6-3      |
| 2015 | ベリンダ・ベンチッチ クリスティナ・ムラデノビッチ | ララ・アルアバレナ アンドレヤ・クレパーチ       | 7-5, 7-6(9-7) |
| 2014 | 青山修子 ガブリエラ・ダブロウスキー               | 桑田寛子 奈良くるみ                             | 6-1, 6-2      |
| 2013 | 青山修子 ベラ・ドゥシェビナ                       | ウージニー・ブシャール テイラー・タウンゼント   | 6-3, 6-3      |
| 2012 | 青山修子 張凱貞                                   | イリーナ・ファルコニ シャネル・シェパーズ       | 7-5, 6-2      |
| 2011 | サニア・ミルザ ヤロスラワ・シュウェドワ           | オリガ・ゴボツォワ アーラ・クドゥリャフツェワ   | 6-3, 6-3      |